# Sara Berger
Sara Berger (* 5. November 1978 in Bochum) ist eine deutsche Historikerin. Sie ist wissenschaftliche Mitarbeiterin am Fritz Bauer Institut in Frankfurt am Main.

## Leben und Wirken
Berger studierte Geschichte, Sozialpsychologie und Italienische Literaturwissenschaft an der Ruhr-Universität Bochum. Dort wurde sie 2011 mit einer Pionierstudie über Das T4-Reinhardt-Netzwerk in den Lagern Belzec, Sobibor und Treblinka bei Bernd Faulenbach promoviert. Die Studie wurde 2012 mit dem Wilhelm-Hollenberg-Preis der Gesellschaft der Freunde der Ruhr-Universität Bochum und 2015 mit dem Sybil Halpern Milton Memorial Book Prize der German Studies Association ausgezeichnet.
Von 2009 bis 2020 konzipierte und organisierte Berger Wechselausstellungen an der Fondazione Museo della Shoah in Rom über die antijüdische Gesetzgebung in Italien, die Razzia des 16. Oktobers 1943 in Rom, das Konzentrationslager Auschwitz-Birkenau und die Befreiung der nationalsozialistischen Konzentrationslager. Daneben wirkte sie an Ausstellungsprojekten deutscher Museen mit. Von 2012 bis 2017 bearbeitete Berger im Rahmen des Editionsprojekts Die Verfolgung und Ermordung der europäischen Juden durch das nationalsozialistische Deutschland 1933–1945 (VEJ) den Teilbereich Italien in Band 14 Besetztes Südosteuropa und Italien. Seit 2020 ist Berger wissenschaftliche Mitarbeiterin am Fritz Bauer Institut und arbeitet dort an dem Projekt Der Holocaust auf Tonband. Aufnahmen von Gerichtsprozessen zur „Aktion Reinhardt“ in West- und Ostdeutschland.

## Auszeichnungen
- Wilhelm-Hollenberg-Preis der Gesellschaft der Freunde der Ruhr-Universität Bochum (2012).
- Sybil Halpern Milton Memorial Book Prize der German Studies Association (2015).

## Schriften (Auswahl)
- Experten der Vernichtung. Das T4-Reinhardt-Netzwerk in den Lagern Belzec, Sobibor und Treblinka. Hamburger Edition, Hamburg 2013, ISBN 3-86854-268-X (Zugl.: Bochum, Univ., Diss., 2011).
- Ich gebe zu, dass mir manchmal die Hände zitterten. Hilfe für verfolgte Juden in Italien 1943 bis 1945. Lukas Verlag, Berlin 2021, ISBN 3-86732-398-4.